# Камен Зидаров
Камен Зидаров (псевд. на Тодор Събев Манев) е български поет, преводач и драматург и филмов сценарист.
Член и функционер на БКП – от 1944 година. Народен деятел на културата – 1970 година.

## Биография
Роден е на 16 септември 1902 г. в Горно Оряховското село Драганово.
През 1934 година заживява в София.
От 1944 година е член на БКП. Директор на Военния театър между 1945 и 1949 г. В периода (1949 – 1956) - директор на Народния театър.
Носител е на Димитровска награда, през 1950 година.
Умира през 1987 г. в София.

## Мемоари
Пише множество мемоарни книги като „Броеница на времето“, Партиздат, 1981, „Звезди от голямата плеяда. Спомени и размисли“, НМ, кн.1, 1973 и кн. 2, 1978, „Изкуство и живот, неподвластни на забрава. Спомени“, НИ, 1983, „Пламъци от изпепеляваща любов. Спомени“, БП, 1986, „Асен Разцветников в живота и поезията. Спомени и размисли“, БП, 1976.

## Стихосбирки
- „Тишина“ – 1936 г.
- „Антена“ – 1938 г.
- „Септемврийски песни“ – 1945 г.

## Драми
- „Царска милост“ – 1949 г.
- „Иван Шишман“ – 1959 г.
- „Калоян“ – 1968 г.
- „Любовта на Адриана Орлова“ – 1969 г.
- „Каин и магьосникът“
- „За честта на пагона“
- „В навечерието“
- „Блокада“
- „Усилни години“
- „Плесницата“
- „Диана и героят“
- „Законът на патрициите“
- „Среща в Рим“

## Награди
- Лауреат на Димитровска награда (1950)
- орден „Народна република България“ III ст. (1959) и I ст. (1962)
- Народен деятел на културата (1970)
- орден „Георги Димитров“ (1972)
- Герой на социалистическия труд на България (указ № 1890 от 31 август 1974 г.)
- Герой на Народна република България (1982, по случай неговата 80-годишнина)